# Conicera microfoveae
Conicera microfoveae är en tvåvingeart som beskrevs av Ronald Henry Lambert Disney och Michailovskaya 2002. Conicera microfoveae ingår i släktet Conicera och familjen puckelflugor. Inga underarter finns listade i Catalogue of Life.